# Istriebitiel sputnikow
Istriebitiel sputnikow, IS (ros. Истребитель спутников, ИС, dosł. niszczyciel satelitów; również: 14F10, 5W91) – radziecki projekt broni antysatelitarnej, zaprojektowany przez CNII Kometa i NPO Maszinostrojenia, wywodzący się z misji Polot 1 i Polot 2. W służbie od 1978 roku. Do 1993 roku w służbie znajdowało się 18 zestawów operacyjnych (rakieta nośna plus satelita IS) rozlokowanych w Bajkonurze. IS były zdolne razić satelity na orbitach do wysokości 500, a później do 1000 km.
Satelity IS miały konstrukcję podobną o Polotów, ale mniejszy rozmiar i masę poniżej 2 ton. Składał się z 3 modułów: modułu kierowania, modułu telemetrii, części głównej z odłamkowymi głowicami bojowymi i 6 silnikami rakietowymi. Zasięg rażenia głowic miał wynosić 50 metrów. 
Segment naziemny stanowiły dwa radary Dniestr-Dniepr oraz centrum dowodzenia w podmoskiewskim Nogińsku.
Na orbitę, rakietami Cyklon-2, wyniesiono 21 satelitów IS. Do tego zbudowano co najmniej 20 satelitów-celów I2M i Tulipan-Lira.
Rozwój projektu można było podzielić na trzy etapy:
- model IS-A: testowany 8 razy w latach 1967-1971, w tym 5 uznano za udane.
- model IS-M: testowany 9 razy, w latach 1976-1978, w tym aż 5 misji nieudanych. Tę wersję przyjęto do uzbrojenia w 1978. Jego wersję rozwojową stanowił IS-MU.
- ponowne cztery testy egzemplarzy IS-M w latach 1980-1982 (jedna misja nieudana).